# 德米特里·赫沃斯托夫
德米特里·格里戈里耶维奇·赫沃斯托夫（俄语：Дми́трий Григорьевич Хвосто́в，1989年8月21日—），俄羅斯籃球運動員。目前效力於VTB籃球聯賽諾夫哥羅德籃球俱樂部。他也代表俄羅斯國家籃球隊參賽。身高190公分，體重82公斤。